# Дюбель

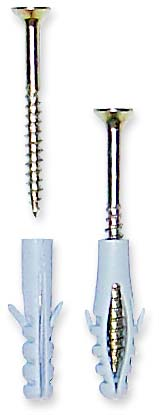
Пластмассовые дюбели с шурупами

Дюбель (нем. Dübel — шпонка, шкант, вставной шип) — крепёжное изделие, которое совместно с другим крепёжным изделием различными способами закрепляется в несущем основании и удерживает какую-либо конструкцию.
Дюбель устанавливается в основание для возможности вкручивания, вклеивания или вколачивания в него другого крепёжного элемента, например, шурупа или самореза.

## История
Первый дюбель был произведен в 1910 году Джоном Джозефом Ролингсом. В 1911 году он подал заявление в Патентное ведомство в Лондоне. 14 января 1913 года выдан патент № 22680/11. Дюбель состоял из конопляного шпагата и клея из крови животных.
В 1958 году немецкий инженер Артур Фишер изобрёл нейлоновые гильзы под распорный резьбовой крепёж.

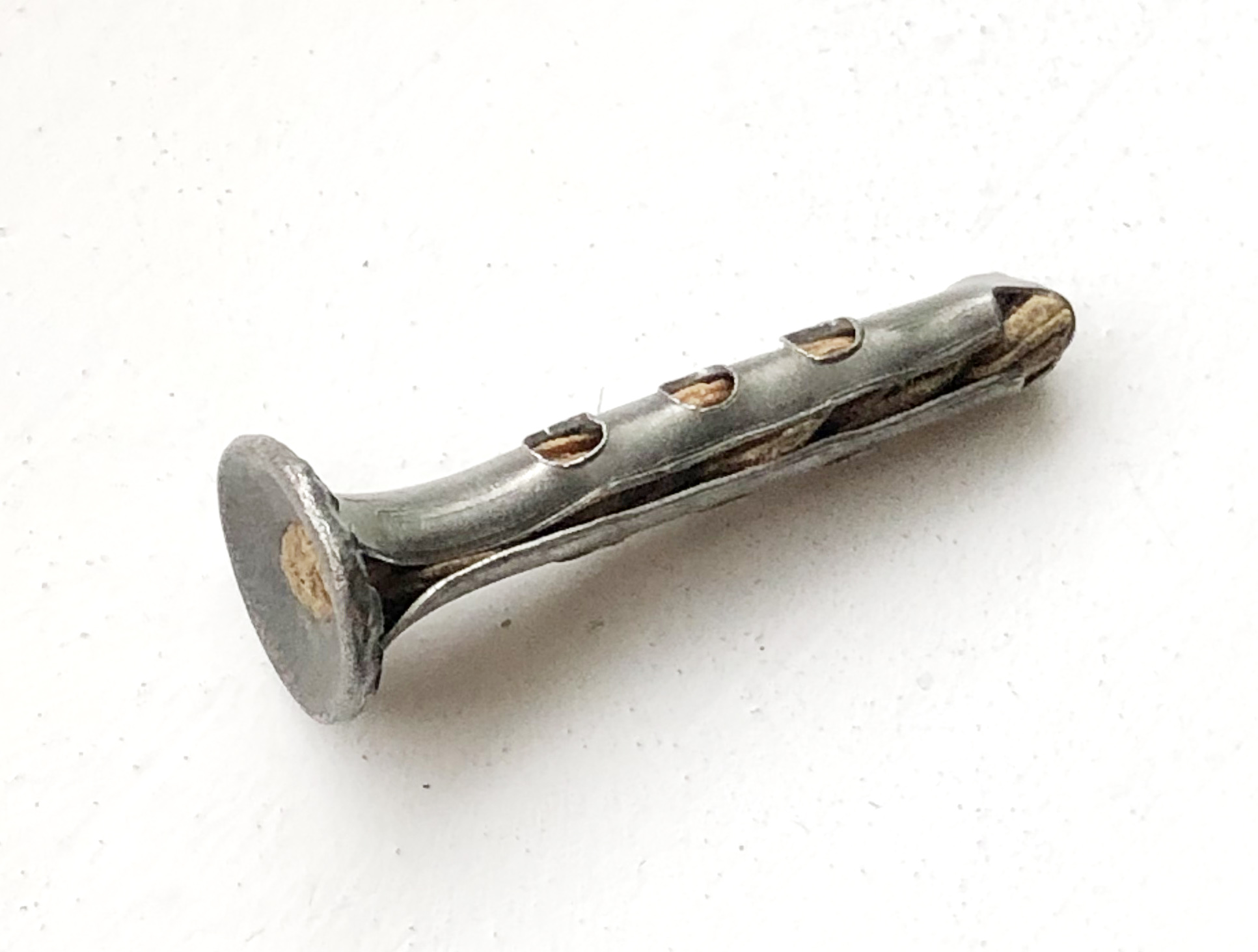
Дюбель, использовавшийся до появления пластмассовых

Когда пластмассовые дюбели ещё не были распространены повсеместно, в качестве дюбелей в домашних условиях использовались самодельно выструганные деревянные «чопики». Однако, при установке корпусной детали на два и более винта и их сравнительно малом допуске расположения без чопиков бывает не обойтись из-за погрешностей при сверлении и практической невозможности отрегулировать установочное отверстие дюбеля.

## Конструкция
У дюбеля различают две основные части: нераспорную часть, не участвующую в закреплении, и распорную (рабочую) часть, которая изменяет свои размеры при образовании соединения.
Также дюбель может иметь манжету(R) — кайму вокруг отверстия, не позволяющую дюбелю проваливаться в отверстие основания или закрепляемого материала. По форме манжета может быть потайной, округлой или цилиндрической.

## Классификация

### Способы закрепления дюбеля
- Сила трения — дюбель своими стенками прижимается к основанию.
- Разная форма дюбеля и отверстия в основании — задняя часть дюбеля, не помещающаяся в отверстие.

### Способы монтажа, в зависимости от конструкции дюбеля
- Забивание
- Завинчивание

### Материал изготовления

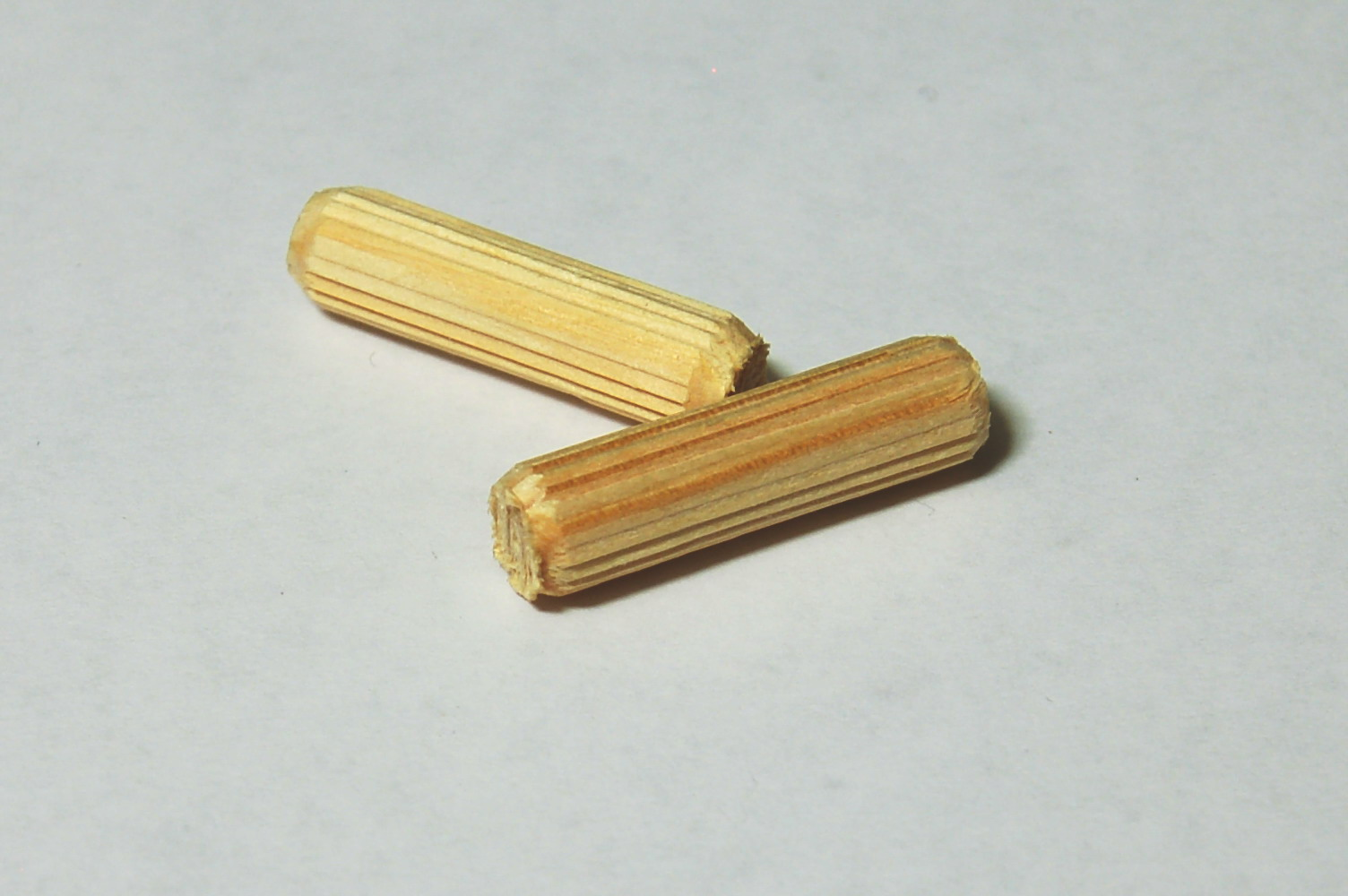
Деревянные дюбели (чопики или шканты)

- Деревянные дюбели (чопики или шканты)Пластмассовый (из полипропилена, полиэтилена или нейлона [полиамида]).
- Металлический (латунный, из нержавеющей стали и других сплавов).

### Виды монтажа

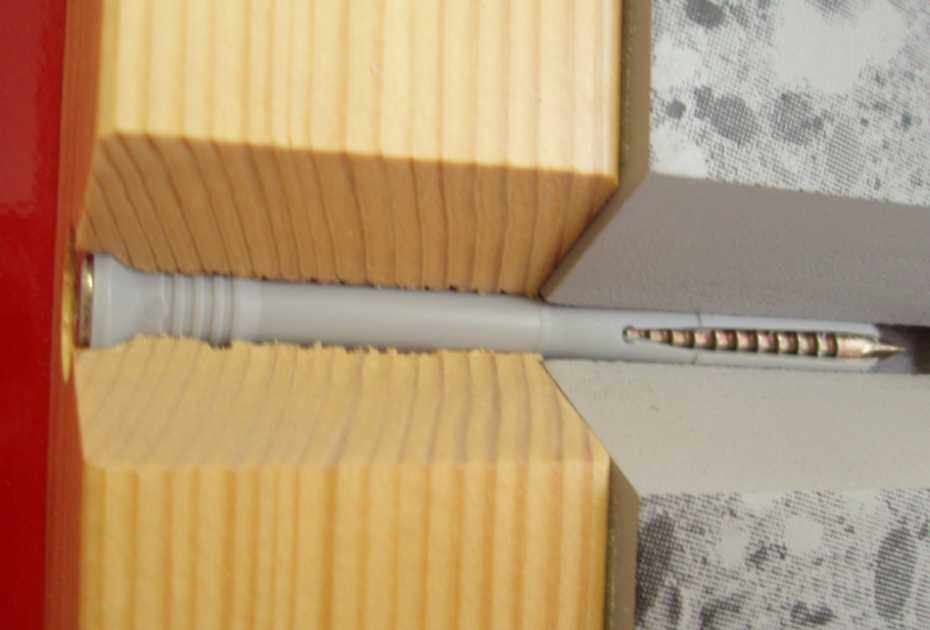
Сквозной монтаж с использованием дюбель-гвоздя/глухаря

- Предварительный монтаж — дюбель устанавливается в основание на всю длину.
- Сквозной монтаж — часть дюбеля проходит через закрепляемую конструкцию. Дюбель для такого вида монтажа имеет удлинённую нераспорную часть.

### Назначение

#### Назначение по материалу основания

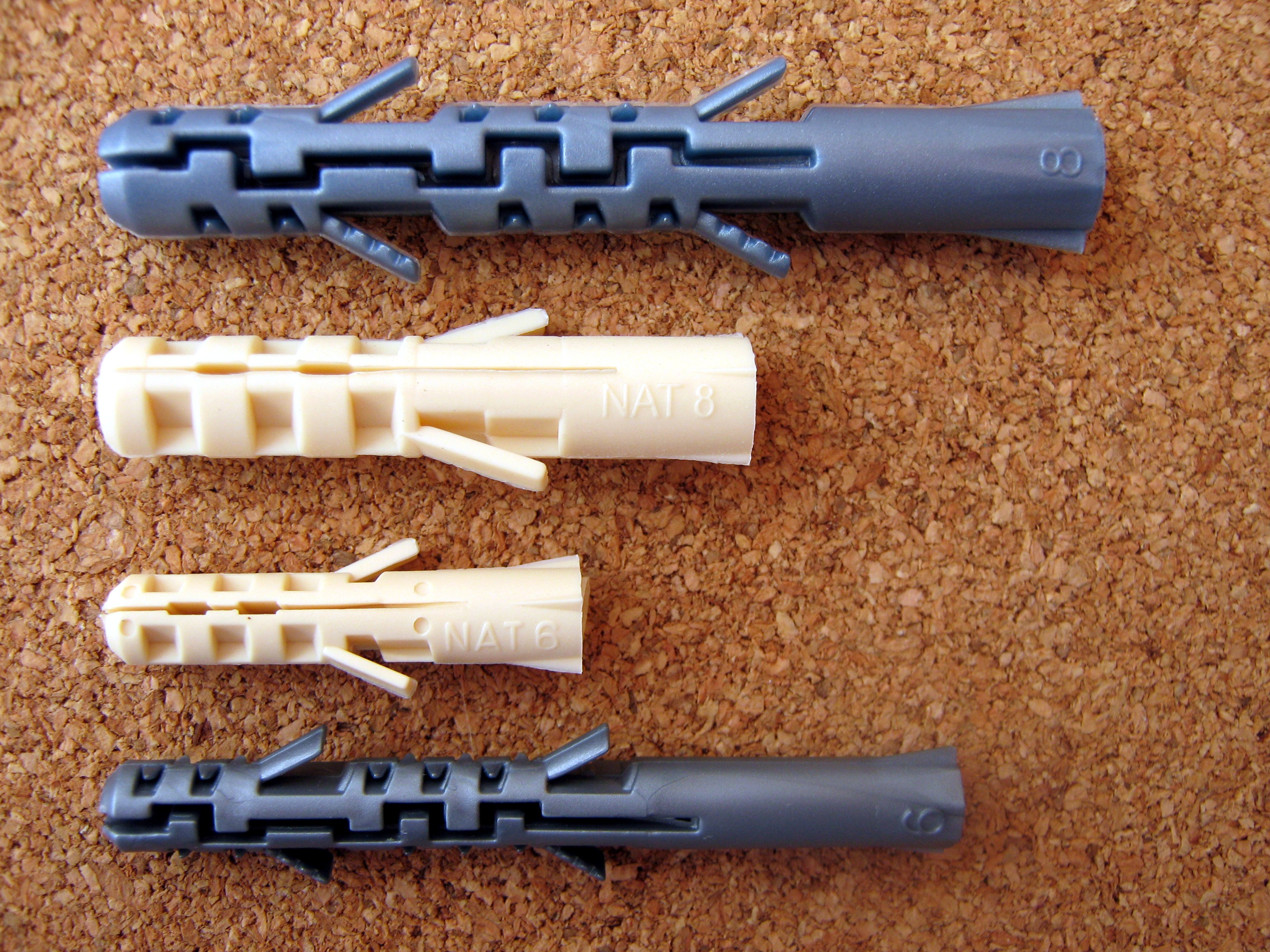
Дюбели посередине — для полнотелых материалов, по краям — с увеличенной распорной частью для пустотелых и пористых материалов

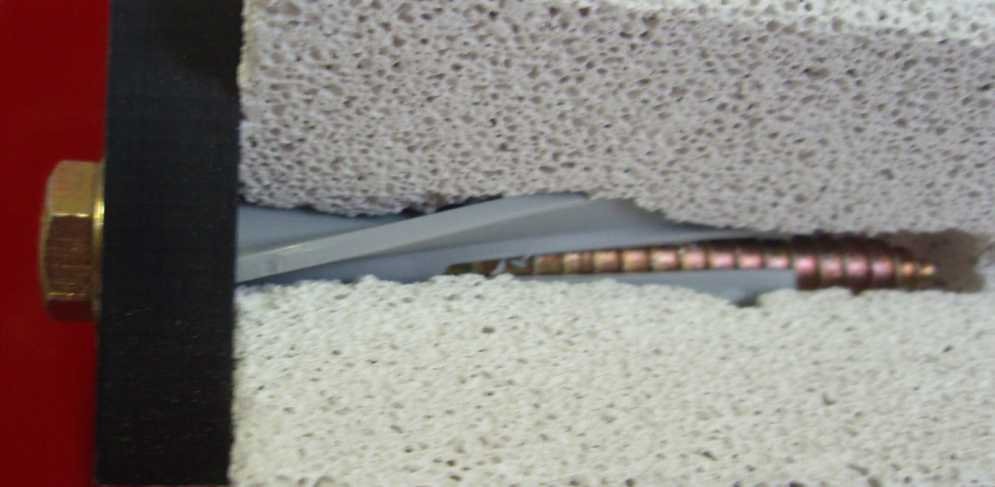
Дюбель для газобетона

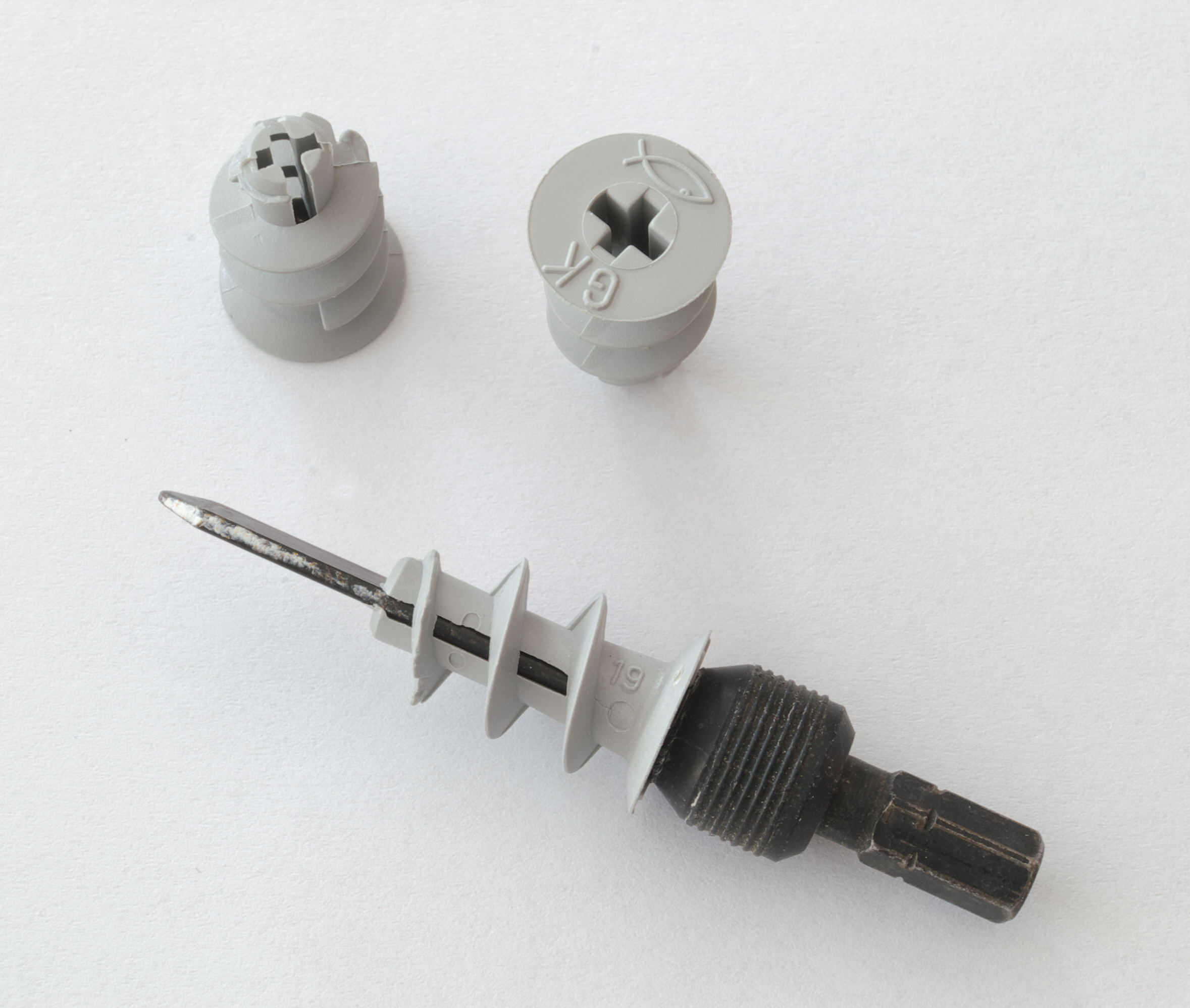
Дюбель с наружной резьбой для гипсокартона со вставленной насадкой к шуруповёрту в виде специального сверла-отвёртки

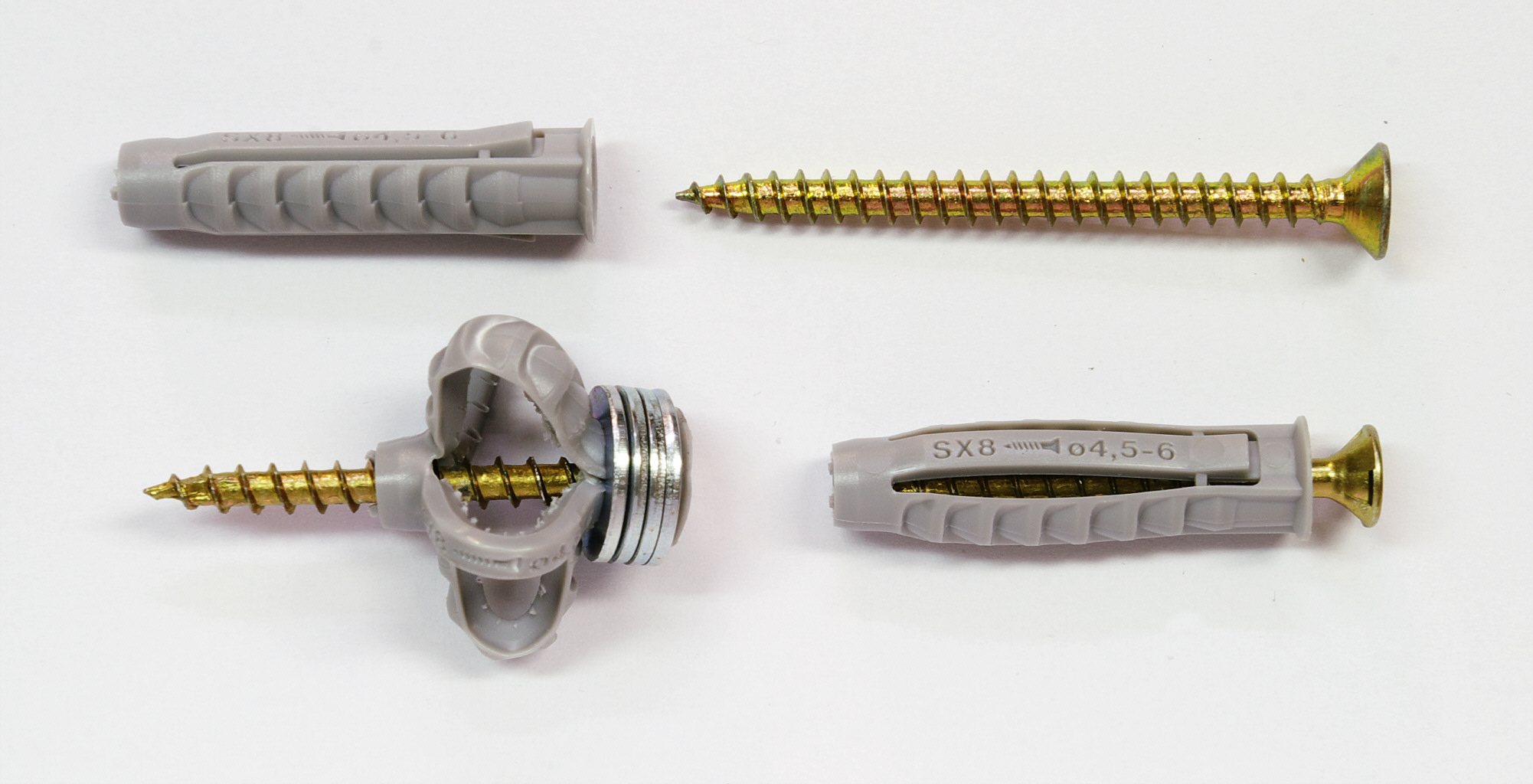
Универсальный дюбель, подходящий для листовых материалов. Шайбы, надетые на дюбель, имитируют закрепляемый материал

- Для плотных полнотелых материалов: кирпича, бетона, природного камня.
- Для пористых и пустотелых материалов: ячеистого бетона (газобетона, пенобетона), шлакобетона, пустотелого кирпича и пустотелых бетонных блоков. Отличается удлинённой распорной частью.
- Для листовых материалов: гипсокартона, ДСП.

#### Назначение по области применения
- Фасадный и рамный — отличается удлинённой нераспорной частью. Используется для сквозного монтажа различных конструкций.
- Для теплоизоляционных материалов: минеральной ваты, пенополиуретановых панелей. Используется для сквозного монтажа. Отличается увеличенной манжетой (тарелкой).
- Мебельный дюбель.

## Размеры дюбелей, шурупов к ним и отверстий под дюбели
| Дюбель      | Дюбель    | Отверстие под дюбель | Отверстие под дюбель  | Диаметр шурупа, мм |
| диаметр, мм | длина, мм | диаметр сверла, мм   | глубина сверления, мм | Диаметр шурупа, мм |
| ----------- | --------- | -------------------- | --------------------- | ------------------ |
| 5           | 25        | 5                    | 30                    | 3,5 — 4,0          |
| 6           | 30        | 6                    | 36                    | 4,0 — 5,0          |
| 6           | 40        | 6                    | 46                    | 4,0 — 5,0          |
| 6           | 50        | 6                    | 56                    | 4,0 — 5,0          |
| 8           | 40        | 8                    | 48                    | 4,5 — 6,0          |
| 8           | 50        | 8                    | 58                    | 4,5 — 6,0          |
| 8           | 65        | 8                    | 73                    | 4,5 — 6,0          |
| 10          | 50        | 10                   | 60                    | 6,0 — 8,0          |
| 10          | 80        | 10                   | 90                    | 6,0 — 8,0          |
| 12          | 60        | 12                   | 72                    | 8,0 — 10,0         |
| 14          | 70        | 14                   | 84                    | 8,0 — 10,0         |

Примечание: Глубина отверстия больше, чем длина дюбеля. Это необходимо для того, чтобы в отверстии осталось место для пыли от сверления и чтобы кончик шурупа выходил за пределы дюбеля.

## Установка
Для наилучшего сцепления дюбеля с основанием отверстие после просверливания необходимо очистить от буровой муки. Кроме того, шуруп должен немного выходить за пределы дюбеля до своего номинального диаметра, чтобы вся распорная часть участвовала в закреплении.